# デスマッチ (コンピュータゲーム)
デスマッチ (Deathmatch) またはFree-For-All（FFA、DM、プレイヤー vs 全員とも呼ばれる）は、シューティングゲームおよびリアルタイムストラテジーゲームに広く取り入れられているゲームプレイモード。通常はデスマッチゲームの目的は特定の状況または制限(通常はフラグまたは時間制限)に到達するまで可能な限り他のプレイヤーを多く殺害することである(殺害することを軍事用語由来のfrag（フラグ）と表現する場合がある)。一度状況の一つに到達したら試合は終了し、累計フラグ数が最も多いプレイヤーが勝利者となる。格闘ゲームやレースゲームなどのジャンルで見られる対戦型マルチプレイヤーモードの進化系である。

## 説明
通常のファーストパーソン・シューティング (first-person shooter、FPS)デスマッチの試合では、プレイヤーはPeer to Peerモデルまたはクライアントサーバモデルでのコンピュータネットワークを経由して個々のコンピュータとローカルまたはインターネットで接続する。各個人のコンピュータはコンピュータのキャラクターが仮想世界で見る第一人称視点を生成する。 つまりプレイヤーはコンピュータキャラクターの目を通じて見ることになる。
プレイヤーは様々な操作システムを用いて仮想世界における彼らのキャラクターを操作することができる。パソコン使用時におけるゲームの操作システムは通常はマウスとキーボードを組み合わせたものになる。例えば、プレイヤーがマウスを動かせばキャラクターの視点を変えることができ、マウスボタンは武器のトリガー操作に用いることができる。キーボードの特定のキーで仮想空間内のキャラクターを動かすことができる他、しばしば機能が追加されている可能性がある。しかしながら、家庭用ゲーム機ではマウス+キーボードと同じ操作ができる多くのボタンとジョイスティックが搭載された手持ちの「操作パッド(コントローラー)」を使用する。プレイヤーはゲーム中にマイクとスピーカー、ヘッドセットを使うことで他のプレイヤーと対話することができ、パソコンでプレイしているならば「インスタントチャット」メッセージでも他プレイヤーとコミュニケーションをとれる。
ゲームでは全てのコンピュータと家庭用ゲーム機は仮想世界をキャラクターを十分すぎるほど早くリアルタイムでレンダリングするため秒単位のフレーム数が標準的なフルモーションビデオかそれ以上のようなビジュアルシミュレーションを生成する。家庭用ゲーム機のメーカー各社は自社製品にそれぞれ異なるハードウェアを用いているため、ゲームの質と性能はゲーム機ごとに異なることになる。
デスマッチはゲームによりルールと目的が異なっているが、典型的なFPSのデスマッチの試合は全プレイヤー対全プレイヤー(つまり自分以外の全員が敵)である。 ランダムな場所(事前に設定された場所のいずれか)から各プレイヤーが出現することでゲームは開始される。出現すれば必然的にスコア、体力、防具、装備がデフォルト値にリセットされることになり、通常はスコアは０で体力はフル(100%)、防具は無く、基本的な火器または近接武器を持った状態(素手の場合もある)で始まる。試合が開始した後でも任意のプレイヤーはゲームに参加またはゲームから離脱することができる。
この文脈に置いて「プレイヤー(Player)」は人間がゲームで操作するキャラクターでコンピュータソフトウェアのAIが操作するキャラクターはボット(bot)である。人間とコンピュータが操作するキャラクターの基本的な外観は同じであるが、大半の現代のゲームは任意のグラフィックモデル(スキン)を選択することができ基本モデルと操作方法は変わらない。人間のプレイヤーのキャラクターとコンピュータのボットはのキャラクターは身体的特長、初期体力、初期防備、武器容量、機動とスピードといった特長は同一である。すなわち彼らは実際に操作する部分を除いて平等にマッチする。 新人プレイヤーは人間の敵とコンピュータが操作する敵との差はほぼゼロに近い(すなわち経験、実際のスキルを考慮しない)。しかしながら、経験を積んだプレイヤーにとっては人間の知能を欠いたボットの大半に気づく。ボットの実際のスキルにかかわらず、知能の欠如は少なくとも例えば超人的な命中率とエイムなどでいくらか補正される。しかしながら、一部のシステムはプレイヤーがスコア表を見た時にどのプレイヤーがボットでどのプレイヤーが人間か意図的にプレイヤーに知らせることもある (例：OpenArena). この出来事ではプレイヤーが敵の性質に気づき、プレイヤーのスキルにかかわらず、プレイヤーの認知プロセスに影響を与える
全ての通常マップには様々なパワーアップアイテムが登場する。例えば追加ヘルス、防具、弾薬や(通常より強力な)他の武器などである。一度プレイヤーがパワーアップを回収すれば、一定時間後に同じ場所に再び出現するが再出現までの時間はゲームモードとアイテムの種類によって異なる。一部のデスマッチモードではパワーアップアイテムは再出現することはない。特定のパワーアップは特に強力であり、しばしばゲームがパワーアップのコントロールをめぐる争いになることがある。すなわちその他の条件が等しいと仮定すると、[最も強力な]パワーアップをコントロールする（つまりアイテムを最も頻繁に収集する）プレイヤーは、最高得点を獲得する蓋然性が最も高いプレイヤーである。
各プレイヤーの目的はフラグ数を稼ぐために直接攻撃やマップを操作するなどあらゆる手段で他のプレイヤーを殺害することであるが後者はフラグ数にカウントされるかはゲームによって異なる。どちらの場合でも最も高いスコアに到達するためにこのプロセスは可能な限り多く繰り返さなければならず、かつ可能な限り早くキルし間隔をできるだけ短くしなければならない。 試合はタイムリミット、フラグ数リミット、リミットなしの可能性がある、もしリミットが存在するならばリミットに達し試合が終了する時に最もフラグ数が多いプレイヤーが勝者となる。
体力はプレイヤーが負傷しているかどうかで変化する。しかし、大半のゲームにおいてプレイヤーは負傷しても動作や機能の減退を伴わず、出血死することもない。プレイヤーは体力値が0以下に到達した時死亡し、もしその値が大幅なマイナスになった時、ゲームによっては身体がバラバラになることがある。大半のゲームではプレイヤーが死亡した(すなわちフラグされた)時、獲得していた全ての装備を失い、画面はプレイヤーが通常見る(未だに動いている)光景を表示し続け、それに加えてスコア表(フラグ数)も通常表示される。) 画面はプレイヤーの死亡時には暗転しない。通常、プレイヤーは直ぐに復活するか死んだままでいるかを選ぶことができる。
防具(アーマー)は受けたダメージを減少させることで体力の変動に影響を及ぼし、概念上体力の減少は実際にダメージを受けた時のアーマー値とは反比例するアーマー変数は、ダメージを軽減することによって体力変数に影響を及ぼし、体力の低下は、アーマーの値に反比例する概念である。 さまざまな実装における明らかな違いがある。 一部のゲームではダメージを受けたと推定される時に負傷した身体の場所を示すが、特に多くの古いゲームでは示されることはない。大半のゲームではアーマーがプレイヤーの動作を遅くさせることはない(すなわちプレイヤーが重量問題を経験することはない)。
ニュートン物理学は、しばしば幾分正確にシミュレートされているだけであり、飛行中にプレーヤが進路をある程度修正することが多くのゲームでできるようになっている。例えば、逆方向に移動することによって前方飛行を遅らせるかまたはコーナーの周りを飛び越えて飛行することができる。FPSゲームエンジンの物理に由来する他の注目すべきコンセプトは、バニー・ホッピング(bunny-hopping)、ストレイフ・ジャンプ(strafe-jumping)、ロケットジャンプ(rocket-jumping)などがあり、それら全てはプレイヤーがスピードや高さ、その他の属性を得るために問題の物理エンジンの特定の特性を活用したものである。 例えば、ロケットジャンプではプレイヤーはジャンプした直後に足下の床にロケット弾を打ち込むことで、ロケット爆発により通常のジャンプと比べてより高くジャンプする（自傷行為のためいくらか軽減されるが体力が減少する）。 利用可能なテクニックのタイプと、テクニックがプレイヤーによってどのように実行されるかは、ゲームにも依存するので、物理的な実装とは異なる。
死亡したプレイヤーが失った装備(普通はアーマーを含まない)は通常は早い者勝ちではあるが誰でも拾うことができる(殺害され、復活したプレイヤーでさえも可能)。
現代の実装ではゲームの開始後でも新たなプレイヤーが参加でき、各ゲームで参加可能な最大プレイヤー数はゲーム、マップ、ルールごとに任意であり、サーバーによって選択可能である。一部のマップは少数のプレイヤーに適し、一部は多数のプレイヤー用に適している。
もし試合がフラグまたはタイムリミットに達したら現在の試合が終了した後短時間で新たな試合が始まることになり、その猶予の間にプレイヤーはスコア表の閲覧、雑談、スコア表の背景として動くマップの疑似概観表示を普通は閲覧することができる。一部のゲームでは各プレイヤーに新たな試合への準備ができているとアナウンスできるシステムを搭載しているものがあるが、そのようなシステムがないゲームもある。新たな試合はサーバーに保持されているマップリストに基づいて違うマップになるかもしれないが、もしそのようなマップリストのローテーションがなければ常に同じマップになる可能性がある。
多くのゲームで共通するのはメッセージ放送と私的メッセージシステムの一部形式である。メッセージ放送システムは一般の出来事をアナウンスするものであり、例えばもしプレイヤーが死亡すればしばしば誰がどのように死亡し、それがフラグされたことによるものならば何の武器によるものかが一般に伝えられる。同様のシステムはまたプレイヤーがゲームに参加または離脱した時にもアナウンスし、合計の残りフラグ数およびゲームのエラーまたは警告を含む他の重要なメッセージを伝えることもある。他のプレイヤーからのインスタントのテキストメッセージも同様にこのシステムで表示される。私的メッセージシステムは対照的に個人のプレイヤーのみにメッセージが表示され、例えばプレイヤーの「A」が武器を拾った場合、その武器が拾われたことを確認するメッセージをAは受け取ることになる。
大半の現代のデスマッチゲームは高度な生々しい暴力を特長としており、高クオリティの人間キャラクターが殺害されると多少の血を流し痛みの悲鳴をあげながら死亡したり、身体を爆発させるとバラバラになることは一般的である。 一部のゲームではゴア表現の水準を無効および/または減少させる機能を搭載している。しかしながら、ゲームの設定は通常は架空の世界のものであるので、プレイヤーは「リスポーン(respawning)」と呼ばれる形で復活でき、更にキャラクターは通常超人的な能力(例えば至近距離から発射されたマシンガンの弾が防具を着けていない頭部に何発も直撃しても耐えたり、超人的な距離までジャンプしたりかなり高い所から落ちたりできるなど)を有している。 以上のようなゲームに搭載されているこれらの非現実的な要素はプレイヤーのゲーム体験のリアル感を薄れさせることになる。
この説明では、Quake、Doom、Unreal Tournamentなどの主要タイトルに基づく典型的なデスマッチを示しており、その目的はコンセプトの基本的なアイディアを与えることである。しかし、デスマッチには多くのバリエーションが存在し、オプションやルールも自由に設定可能なことから、説明した事の全てが他のゲームでは多かれ少なかれ変化する可能性がある。

## 歴史
コンピュータゲームの文脈においてのデスマッチの用語の起源は特に明確に定義されているわけではないため争われており、一部ではこの用語はゲームデザイナーのジョン・ロメロとリードプログラマーのジョン・D・カーマックがコンピュータゲーム『Doom』のLANマルチプレイヤーモードを開発していた際にロメロによって造語された可能性があると指摘されている。1990年代初期に開発・発売された『World Heroes 2』もまた初期に用語を用いていた例の一つである。しかし、後者の使用法はゲームそのものではなくプレイヤーの環境(危険な競技場)について言及していたものであり異なっていた。これらの主張の両方は(プレイヤーが互いに何度も殺し合い、死亡後に毎回復活するコンピュータゲームの試合を説明するために)ゲーマーが用いる用語の共通の定義として両作の10年以上前から論争になっている。ロメロはFPSのデスマッチの誕生に関して以下のようにコメントした:
「確かに、モンスターを撃つのは楽しかったがそれらは結局の所コンピュータが操作する魂のない化物でしかなかった。今やゲーマーは考え戦略を立てることができ、叫ぶ敵である自発的な人間とプレイすることができる。私達は互いに殺し合えるのだ！もし私達がこれを行えたのならば、地球誕生以来の最もクールなゲームになるだろう！」
ロメロによれば、デスマッチのコンセプトは格闘ゲームから着想を得たという。id Softwareで、トラッシュ・トークや家具や機械の破壊を含む精巧なルールを開発していたチームは休憩中によく『ストリートファイターII』、『餓狼伝説』、『龍虎の拳』をプレイしていた。ロメロは「私達がやっていたことがデスマッチを発明したものだった」とし、その「日本の格闘ゲームが私達シューターにデスマッチをつくりだす創造的衝動を供給した」と語っている
そのようなゲームプレイ機能を前もって搭載していたゲームはデスマッチという用語を用いてなかったが、後にゲームシリーズ『Quake』や『Unreal Tournament』で普及していった。1987年に発売されたAtari ST向けのマルチプレイヤーFPS『MIDI Maze』もデスマッチという用語が用いられる前のデスマッチの最初の例であると示唆されている 。セガが1988年に発売したサードパーソン・シューティングのアーケードゲーム『Last Survivor』は8人プレイヤーのデスマッチを搭載していた。
根底にあるコンセプトは同様であるがデスマッチの試合に違った名前をつけているゲームも一部存在する。例えば、『パーフェクトダーク』のデスマッチの名前には「コンバット・シミュレーター(Combat Simulator)」が使われている。
FPSのデスマッチモードの初期の例はタイトーが1992年に発売したアーケードゲーム『ガンバスター』である。ミッションモードでは２人の協力プレイが可能である他、初期のデスマッチモードも搭載されており、２人のプレイヤーが互いと戦うか２チーム(1チーム２人で構成)に分かれて戦う4人のチームデスマッチができる対戦モードがある

## 背景
1983年にドリュー・メジャー(Drew Major)とカイル・パウエル(Kyle Powell)はノベル・ネットウェアのインスピレーションの原点であると信じられているテキストモードゲーム『Snipes』で恐らく世界初のデスマッチをプレイしたと示唆されているが、複数の画面に渡るマルチプレイヤーゲームは少なくとも同作の9年前までにはSpasimとMaze Warの形式で存在していた。
用語がグラフィカルなビデオゲームに適用されていた初期のエビデンスが存在する。1982年8月6日、インテレビジョンゲーム開発者のRuss Haftとスティーブ・モンテロ(Steve Montero)は、1981年にインテレビジョンが発売したゲーム『Bi-Planes』で互いに戦った。同作は複数のプレイヤーが戦闘機を操り、リミットに達するまで殺し合いを繰り返すというものであり、一度キルされれば、プレイヤーは定位置で復活することになり、復活後から短時間は攻撃から守られることになる。 その争いは当時デスマッチと呼ばれていた

## バリエーション
チームデスマッチ(team deathmatch)ではプレイヤー達は2つ以上のチームのいずれかに組み込まれ各チームは独自のフラグ数を持つ。同士討ちがダメージになるかどうかはゲームおよび利用するルールによって異なる。同士討ちが有効な場合、チームメイトを殺害(チームキル、TKと呼ばれる)したプレイヤーは通常は自身およびチームのスコアを1ポイント減少させることになり、一部ゲームでは罰として彼ら自身もまた殺害(および/または)再発防止のためゲームから排除される可能性がある。終了時にフラグ数が最多のチームが勝利する。
ラストマン・スタンディング(last man standing)のデスマッチでは、プレイヤーは特定のライフ数と共に始まり、死ぬたびにライフ数が減少する。他の全プレイヤーが全ライフを失った時に生き残っているプレイヤーが勝者と宣言される。 詳細については下記の「基本的な変更」を参照のこと。
任意のマルチプレイヤーゲームの目的は可能な限り多くの自分以外の全員を殺すことがデスマッチの形式と考えられている。リアルタイムストラテジーゲームでは、全プレイヤーが大量の資源を持つ彼らの帝国を開始するゲームモードをデスマッチと指すことがある。これは彼らに蓄積の時間を節約し、敵対行為をはるかに速く、より大きな力で開始させる。全ての敵を倒すことが勝利への唯一の道である一方で、他のモードでは他の勝利条件も設定されることがある(king of the hill, building a wonder...)

## 歴史、基本的な変更

### Doom
デスマッチのFPS版は「Deathmatch 1.0」として知られる武器、装備、スコアに関する変更不可能の一連のルールを採用したid Softwareの『Doom』が起源である。
- アイテム(回復アイテム、アーマー、弾薬など)は再び出現しない。 しかし、 性能が固定された武器は既に入手しているプレイヤーを除いて誰でも入手できる。すなわち実際は武器は拾った時にアイテムのように消えない。武器を入手したプレイヤーは復活した後のみ新武器を入手できるようになる(これは時々プレイヤーが長期間生き延びた場合に弾薬不足につながり最終的に戦闘ができなくなることによる死につながる)
- 自殺 (溶岩に落下、プレイヤーの傍で爆発を引き起こす、崩壊する天井に直撃するなど) してもマイナス評価はされない

数ヶ月以内にこれらのルールは「Deathmatch 2.0」ルール(Doomのv1.2パッチも含む)に変更された。これらのルールはオプションであり、ゲームの運営者はDM1.0かDM2.0のどちらのルールを使うか決めることが出来た
その変更は以下の通り:
- 拾われたオブジェクトはマップから除去される。
- 拾われてから30秒経過するとオブジェクトは再び出現し誰でも拾えるようになるが、大幅なアドバンテージ(不可視パワーアップなど)をもたらすボーナスオブジェクトは再出現するのがかなり遅くなり、一部のオブジェクトは再出現しない。
- 自殺はキル数(フラグ数)がマイナス1となる

ゲームシリーズの殆どで登場する「ソウル・スフィア(soul spheres)」などの有名なパワーアップアイテムがある。それらの名前および/またはグラフィックスはシリーズの一部ゲームで異なっている可能性があるが、パワーアップのコンセプトと機能は同一のままである。

### Corridor 7: Alien InvasionCDバージョン
Capstone Softwareが1994年に発売した『Corridor 7: Alien Invasion』では以下の特長がある
- 複数のキャラクタークラスを搭載した最初のFPS
- デスマッチ用のマップを搭載した最初のFPS

### Rise of the Triad
Apogee Software Ltdが1994年にシェアウェアとして最初に発売した『Rise of the Triad』は、様々なデスマッチ機能のパイオニアとしての広範なマルチプレイヤーモードを搭載していた
- 同作はキャプチャー・ザ・フラッグモードを「Capture the Triad」としてFPSジャンルに導入した。
- 同作はゲーム内スコア表を搭載した最初のFPSだった。
- 同作は重力や武器の永続性のようなプレイレベル面に影響を与える多彩なオプションを通じて、マルチプレーヤーのカスタマイズを提供する最初のFPSだった
- ボイスマクロを搭載し、マイクロフォンを通じてプレイヤー同士で話すことができるようにした最初のFPSだった
- 同作は異なるキルに異なるポイント数を与える独特なポイントシステムを導入した(例えば、ミサイルキルはバレットキルよりもポイントが高い)

### Hexen: Beyond Heretic
1995年にRaven Softwareが発売した『Hexen: Beyond Heretic』は以下の特長がある。
- 各自独自の武器を持つ複数のキャラクタークラス機能を最初に搭載。一部のアイテムは使用しているクラスに基づいて異なった働きをする。

### Quake
- Quakeは1996年にID Softwareが発売したゲーム内参加する機能を搭載した最初のFPSデスマッチである。
- QuakeはAIが操作するデスマッチのプレイヤー(ボットと呼ばれる)が登場する最初のFPSだったが、それは発売製品の機能としてではなく、コミュニティ制作のコンテンツの形としての機能だった。
- Quakeはロケットジャンプを普及させた

「クアッドダメージ(quad damage)」など大半のゲームシリーズで登場する有名なパワーアップアイテムの名前および/またはグラフィックスはシリーズの一部ゲームでは異なっている可能性があるがパワーアップのコンセプトと機能は変わらない。

### アンリアル
Epic制作のゲーム『Unreal』(1998年)においての改善されたルールの一部は幅広く受け入れられた:
- 「出現防護(spawn protection)」：プレイヤーが戦闘に参加または復帰(殺され復活した後など)した後の無敵時間 (通常2〜4秒)を指す。 出現防護はプレイヤーが武器を使用(スナイパーライフルでズームするなど非攻撃の利用を含む)した時に自動的に抹消される。出現防護は出現したばかりで多少混乱しているほぼ丸腰のプレイヤーを殺害する「簡単なフラグ」を防止するものである。
- 「自殺原因追跡(suicide-cause tracking)」 – もしプレイヤーが崖から突き落とされたり圧砕機またはガス室を動作させられたりなど他のプレイヤーの行動により「自殺」させられたら、そのような死を引き起こしたプレイヤーはキルしたとクレジットされ、殺害されたプレイヤーはフラグを失わない(自殺とカウントされない)。このコンセプトはゲームのエンターテイメントの可能性を増す(プレイヤーに「狡猾になる」オプションを与えるので)が、同時に複雑になってしまうことから、Epicの主な競合企業Id softwareはこのコンセプトを(彼らが出現防護を実装しなかったのと同様に)『Quake III Arena』では実装しなかった可能性がある。

### アンリアル・トーナメント
- 「combat achievements tracking(戦闘達成記録)」 – 『Unreal Tournament』(Epicが1999年に発売)は統計記録を追加した。統計の幅は以下の通りかなり幅広かった:
  - 各武器の命中率(発砲した弾が当たった率)
  - 各武器で殺害し、特定の武器で殺され、特定の武器を持っている時に殺される。
  - ヘッドショット (スナイパーライフルや他の強力な武器で敵の頭部に致命傷を与える)
  - キリングスプリー(連続殺人): 死なずに5、10、15、20または25人の敵を倒すことをキリングスプリー(Killing sprees)と呼び、殺害数が増えるごとに更に価値があるとみなされ、以下のユニークな称号を得る(Killing sprees(5人)、Rampage（10人）、Dominating(15人)、Unstoppable(20人)、Godlike(25人)) 本作はプレイヤーがこれら各々の称号を何回獲得したかを記録した。
- 連続キル(consecutive kills): プレイヤーが前のキルから5秒以内に別の敵を殺したら連続キルが起こる。タイマーは再び新たにカウントし始めるので第3、第4の連続キルができるようになる。あるいは、巨大武器(核ロケットに似たRedeemerなど)で数人の敵を殺した場合でも連続キルとしてカウントされる。これらのキルの称号は:ダブルキル(Double Kill) (2)、マルチキル(Multi kill) (3)、 ウルトラキル(Ultra kill) (4)、 メガキル(Megakill) (5)、 モンスターキル(MONSTERKILL) (6 (オリジナルのアンリアルトーナメントでは5))。 一方で、id Softwareの『Quake III Arena』はダブルキルを記録するが、そのすぐ後の第3のキルは別のダブルキルとして評価される。

### Quake III Arena
このゲームの戦闘成果トラッキングに対するアプローチはアンリアルトーナメントと異なる。デスマッチではプレイヤーは以下の芸当の賞を獲得することができる:
- 「perfect!」 – 殺されずにデスマッチのラウンド(試合)に勝利
- 「impressive!」 – 2回連続して命中またはレールガン(連射速度が遅いが長距離射程で即着弾の強力な武器)による一発が2人の敵に命中する。
- 「humiliation!(屈辱！)」 – 近接武器のカミソリのような篭手で敵を殺害 (殺されたプレイヤーもそのアナウンスを聞くが、辱められた(being humiliated)という事実は実際には彼には記録されない)。
- 「accuracy」 – 命中率が50%を超える

### ラストマン・スタンディング
デスマッチのラストマン・スタンディング (Last Man Standing、LMS)バージョンは根本的にデスマッチと異なっている。デスマッチではプレイヤーのフラグ数のみで順位が決まることからゲーム中でのプレイヤーの死亡数は勝敗に影響しないが、LMSは正反対である。LMSでは「死なないこと」が重要目標であり、そのためデスマッチでは特に問題とはならない以下の2つの行動はLMSでは対処される必要がある。
- 「キャンプ」(Camping)は一つの場所(通常は何かしらで守られているかアクセスルートが一つのみの場所)に留まることの表現として幅広く認知されており、その場所からスナイパーライフルなどの長距離射程の武器を使い敵を攻撃する。標準的なデスマッチにおいては大半のマップで激しい接近戦が遠距離からの狙撃よりも早くフラグ数が増加することからキャンピングは特に問題視されていない。しかしLMSではキャンピングは平均生存期間を増加させる。 『Unreal Tournament 2003』 ではキャンピングをしているプレイヤー示し、他のプレイヤーにキャンパーの位置を提供することでこの不公平を解決した。
- 「Staying dead(死んだまま)」 – 死亡後、プレイヤーは(死亡した地点に)倒れた状態になり、進行中のゲーム結果が表示される。復活し戦闘に復帰するためには一部の行動(通常は「発射」キーまたはボタンを押す)を行わなければならない。この指針は現実世界の状況(咳き込んだりインターホンがなったりした時など）によりコンピュータから離れることを余儀なくされたプレイヤーが何度も死ぬことを防ぐものである。 標準的なデスマッチでは死亡数を少なくすることではなくフラグ数を最も獲得することが目的であるため死んだままのプレイヤーは問題とはならない。しかし、LMSではプレイヤーは最初に殺された後戦闘の大半が終わるまで待ち、敵１人しか生き残っていない時に復活することも可能であった。このためUnreal Tournament 2003では殺された後はプレイヤーは自動的に即復活するようになっていた